# Nati nel 1925/Settembre
| Questa pagina contiene informazioni ricavate automaticamente dalle voci biografiche con l'ausilio del template Bio e di un bot. L'aggiornamento è periodico e automatico e ricostruisce completamente la pagina. Se manca una persona in questa lista, sei pregato di non aggiungerla, ma accertati piuttosto che la sua voce biografica contenga il template Bio e che i dati anagrafici siano correttamente compilati. Se il template Bio manca, inseriscilo tu stesso o, in alternativa, metti l'avviso {{tmp\|Bio}} che ne segnala la mancanza. Se i dati riportati sono sbagliati, correggi direttamente la voce biografica; le modifiche saranno visibili in questa lista entro pochi giorni. Per chiarimenti vedi il progetto biografie. La lista contiene solo le 175 persone che sono citate nell'enciclopedia e per le quali è stato implementato correttamente il template Bio. Pagina aggiornata al 26 lug 2025. |

- 1º settembre - Roy Glauber, fisico statunitense († 2018)
- 1º settembre - Benigno Gutiérrez, calciatore boliviano
- 1º settembre - Don Koehler, statunitense († 1981)
- 1º settembre - Art Pepper, sassofonista e clarinettista statunitense († 1982)
- 1º settembre - Michele Rosa, pittore italiano († 2021)
- 1º settembre - Christiane Scrivener, politica francese († 2024)
- 1º settembre - Gerry Turpin, direttore della fotografia britannico († 1997)
- 1º settembre - Viktor Vlasov, cestista sovietico († 2002)
- 2 settembre - Bob Crosbie, calciatore scozzese († 1994)
- 2 settembre - Gjelosh Lulashi, militare albanese († 1946)
- 2 settembre - Hugo Montenegro, compositore e direttore d'orchestra statunitense († 1981)
- 2 settembre - Red Owens, cestista e allenatore di pallacanestro statunitense († 1988)
- 2 settembre - Carlo Piantoni, insegnante italiano († 2009)
- 2 settembre - Ronnie Stevens, attore inglese († 2006)
- 2 settembre - Ernie Taylor, calciatore e allenatore di calcio inglese († 1985)
- 3 settembre - Wally Albright, attore statunitense († 1999)
- 3 settembre - Luca Canali, latinista, scrittore e traduttore italiano († 2014)
- 3 settembre - Anne Jackson, attrice statunitense († 2016)
- 3 settembre - Ernesto Mayz Vallenilla, filosofo venezuelano († 2015)
- 3 settembre - Giuseppe Miroglio, politico italiano († 2001)
- 4 settembre - Leo Apostel, filosofo belga († 1995)
- 4 settembre - Asa Earl Carter, scrittore e attivista statunitense († 1979)
- 4 settembre - Giovanni Battista Bronzini, antropologo italiano († 2002)
- 4 settembre - Elias Hrawi, avvocato e politico libanese († 2006)
- 4 settembre - John Mackenzie, calciatore scozzese († 2017)
- 4 settembre - Ruth Sobotka, ballerina, attrice e pittrice statunitense († 1967)
- 5 settembre - Rudi Abele Compiani, calciatore italiano († 2008)
- 5 settembre - Rocco Genovese, scultore italiano († 1981)
- 5 settembre - Maria Adelaide Raschini, filosofa italiana († 1999)
- 5 settembre - Renato Rustico, calciatore italiano († 2015)
- 6 settembre - Antonio Bellino, politico italiano († 2016)
- 6 settembre - Andrea Camilleri, scrittore, sceneggiatore e regista italiano († 2019)
- 6 settembre - Giuseppe Giacovazzo, giornalista, scrittore e politico italiano († 2012)
- 6 settembre - Chedli Klibi, politico tunisino († 2020)
- 6 settembre - Jimmy Reed, cantante statunitense († 1976)
- 7 settembre - Laura Ashley, stilista, designer e imprenditrice britannica († 1985)
- 7 settembre - Oreste Benzi, presbitero e educatore italiano († 2007)
- 7 settembre - Antonio Castellaccio, politico italiano († 1990)
- 7 settembre - Robert Jastrow, fisico e astronomo statunitense († 2008)
- 8 settembre - Adriano Bassetto, calciatore e allenatore di calcio italiano († 1999)
- 8 settembre - Bat-Sheva Dagan, scrittrice e psicologa polacca († 2024)
- 8 settembre - Peter Sellers, attore, sceneggiatore e regista britannico († 1980)
- 9 settembre - Serena Foglia, scrittrice, sociologa e psicologa italiana († 2010)
- 9 settembre - Max Imdahl, storico dell'arte tedesco († 1988)
- 9 settembre - Roque Olsen, calciatore e allenatore di calcio argentino († 1992)
- 9 settembre - Roberto Palleschi, politico italiano († 2009)
- 9 settembre - Francesco Salerno, politico e dirigente sportivo italiano († 1998)
- 9 settembre - Soňa Červená, mezzosoprano e attrice teatrale ceca († 2023)
- 10 settembre - Roy Brown, cantante statunitense († 1981)
- 10 settembre - Rodolfo Falzoni, ciclista su strada italiano († 2002)
- 10 settembre - Marthe Gautier, cardiologa e pediatra francese († 2022)
- 10 settembre - Hubert Hammerer, tiratore a segno austriaco († 2017)
- 11 settembre - Alan Bergman, paroliere statunitense († 2025)
- 11 settembre - Dave Campbell, cestista canadese († 2015)
- 11 settembre - Gilbert Dutoit, calciatore e allenatore di calcio svizzero († 2019)
- 11 settembre - Robert W. Mann, compositore e docente statunitense († 2010)
- 11 settembre - Gianfranco Parati, ex calciatore italiano
- 12 settembre - Sandro Cabassi, partigiano italiano († 1944)
- 12 settembre - Dickie Moore, attore statunitense († 2015)
- 12 settembre - Stephen Negoesco, allenatore di calcio e calciatore statunitense († 2019)
- 12 settembre - Dino Pavanello, ex calciatore italiano
- 13 settembre - Mario Giovana, partigiano, giornalista e storico italiano († 2009)
- 13 settembre - Jack Mitchell, fotografo statunitense († 2013)
- 13 settembre - Enrico Ostermann, attore italiano († 2000)
- 13 settembre - Sergej Sal'nikov, calciatore e allenatore di calcio sovietico († 1984)
- 13 settembre - Gino Terreni, pittore e scultore italiano († 2015)
- 13 settembre - Mel Tormé, cantante e musicista statunitense († 1999)
- 14 settembre - Attilio Frizzi, calciatore italiano
- 15 settembre - Forrest Compton, attore statunitense († 2020)
- 15 settembre - Giuseppe Fava, scrittore, giornalista e drammaturgo italiano († 1984)
- 15 settembre - Whitey Kachan, cestista statunitense († 1993)
- 15 settembre - Erika Köth, soprano tedesco († 1989)
- 15 settembre - Kirill Jur'evič Lavrov, attore e regista russo († 2007)
- 15 settembre - Carlo Rambaldi, effettista e artista italiano († 2012)
- 15 settembre - Antonio Torreano, calciatore italiano († 2007)
- 15 settembre - Renzo Tubaro, pittore e disegnatore italiano († 2002)
- 15 settembre - Riccardo Vantellini, pianista, direttore d'orchestra e compositore italiano († 2012)
- 15 settembre - Jørgen Wagner Hansen, calciatore danese († 1969)
- 16 settembre - Charlie Byrd, chitarrista statunitense († 1999)
- 16 settembre - Christian Cabrol, cardiologo e politico francese († 2017)
- 16 settembre - Piero Corti, medico italiano († 2003)
- 16 settembre - Jacques Dessemme, cestista francese († 2019)
- 16 settembre - Joseph Gabriel Fernandez, vescovo cattolico indiano († 2023)
- 16 settembre - Eugene Garfield, linguista e editore statunitense († 2017)
- 16 settembre - Reimar Gilsenbach, scrittore, giornalista e attivista tedesco († 2001)
- 16 settembre - Charles Haughey, politico irlandese († 2006)
- 16 settembre - B.B. King, chitarrista, cantante e compositore statunitense († 2015)
- 16 settembre - Liliana Merlo, danzatrice e coreografa italiana († 2002)
- 16 settembre - Lucas Moreira Neves, cardinale, arcivescovo cattolico e teologo brasiliano († 2002)
- 16 settembre - Bruno Varani, cestista argentino († 2005)
- 16 settembre - Morgan Woodward, attore statunitense († 2019)
- 17 settembre - Jorio Borchi, politico italiano († 1997)
- 17 settembre - Tony Vincent, tennista statunitense († 2023)
- 17 settembre - Piero Gerlini, attore italiano († 1999)
- 17 settembre - Pina Lamara, cantante italiana († 2012)
- 17 settembre - John List, assassino statunitense († 2008)
- 17 settembre - Dorothy Loudon, attrice e cantante statunitense († 2003)
- 17 settembre - Francesco Merloni, imprenditore e politico italiano († 2024)
- 17 settembre - Illuminato Peri, storico italiano († 1996)
- 17 settembre - Miljenko Prohaska, compositore, arrangiatore e direttore d'orchestra croato († 2014)
- 17 settembre - Amit Singh Bakshi, hockeista su prato indiano († 2024)
- 18 settembre - Michele Coiro, magistrato italiano († 1997)
- 18 settembre - Jacques Moujica, ciclista su strada francese († 1950)
- 18 settembre - Felice Orlandi, attore statunitense († 2003)
- 18 settembre - Piero Palermini, attore italiano († 1996)
- 18 settembre - Luigi Pintor, giornalista, scrittore e politico italiano († 2003)
- 19 settembre - Jole Baldaro Verde, scrittrice e pediatra italiana († 2012)
- 19 settembre - Giuseppe Barbera, politico italiano († 1990)
- 19 settembre - Carlo Ceruti, politico e sindacalista italiano († 1997)
- 19 settembre - Eckie Jordan, cestista statunitense († 2017)
- 19 settembre - Jack McCloskey, cestista, allenatore di pallacanestro e dirigente sportivo statunitense († 2017)
- 19 settembre - Gérard Kango Ouédraogo, politico burkinabé († 2014)
- 20 settembre - Claudio Bertieri, critico cinematografico e pubblicitario italiano († 2021)
- 20 settembre - Giordano Bruschi, partigiano, sindacalista e scrittore italiano
- 20 settembre - Bruno Ghezzani, ex calciatore italiano
- 20 settembre - Ananda Mahidol, sovrano thailandese († 1946)
- 20 settembre - Justo Gallego Martínez, monaco cristiano spagnolo († 2021)
- 20 settembre - Giulio Paggio, partigiano italiano († 2008)
- 20 settembre - Luciano Paolicchi, politico italiano († 2019)
- 20 settembre - Marco Vicario, attore, regista e sceneggiatore italiano († 2020)
- 20 settembre - Paul Wendkos, regista e produttore televisivo statunitense († 2009)
- 21 settembre - Harry Boland, cestista e dirigente sportivo irlandese († 2013)
- 21 settembre - Antonio Mario Mazzarrino, politico italiano († 2015)
- 21 settembre - Armando Nannuzzi, direttore della fotografia e regista italiano († 2001)
- 21 settembre - Wanda Nuti, ginnasta italiana († 2017)
- 21 settembre - Clifford Severn, attore statunitense († 2014)
- 22 settembre - Rachele Bianchi, scultrice e disegnatrice italiana († 2018)
- 22 settembre - Virginia Capers, attrice statunitense († 2004)
- 22 settembre - John Powell, gesuita e scrittore statunitense († 2009)
- 22 settembre - Mário Fernando Ribeiro Pacheco Nobre, calciatore portoghese († 2018)
- 23 settembre - Angelo Acerbi, cardinale e arcivescovo cattolico italiano
- 23 settembre - Gastone De Nicolò, partigiano italiano († 1944)
- 23 settembre - Vittoria Ronchey, scrittrice e traduttrice italiana († 2022)
- 23 settembre - Eleonora Rossi Drago, attrice italiana († 2007)
- 24 settembre - Florindo Andreolli, tenore italiano († 1995)
- 24 settembre - Geoffrey Burbidge, fisico britannico († 2010)
- 24 settembre - Vince Cazzetta, allenatore di pallacanestro statunitense († 2005)
- 24 settembre - Dick Faszholz, cestista statunitense († 2001)
- 24 settembre - Eve Brenner, attrice statunitense
- 24 settembre - Arturo Magni, imprenditore e dirigente sportivo italiano († 2015)
- 24 settembre - Renzo Pigni, politico e partigiano italiano († 2019)
- 24 settembre - Christel Schaack, modella tedesca († 2021)
- 25 settembre - Pablo P. Garcia, politico filippino († 2021)
- 25 settembre - Paul MacCready, ingegnere statunitense († 2007)
- 25 settembre - Silvana Pampanini, attrice e personaggio televisivo italiana († 2016)
- 25 settembre - Govind Perumal, hockeista su prato indiano († 2002)
- 25 settembre - Adolfo Philippeaux, militare e schermidore argentino († 2004)
- 25 settembre - Eduardo Poveda Rodríguez, vescovo cattolico spagnolo († 1993)
- 25 settembre - Mario Rossi, medico e attivista italiano († 1976)
- 25 settembre - Renato Ruffinatti, partigiano italiano († 1944)
- 25 settembre - Iosif Sîrbu, tiratore a segno rumeno († 1964)
- 25 settembre - Jean-Charles Tacchella, regista e sceneggiatore francese († 2024)
- 26 settembre - Joe Holland, cestista statunitense († 2010)
- 26 settembre - Marty Robbins, cantautore, musicista e pilota automobilistico statunitense († 1982)
- 27 settembre - Ferdinando Bologna, storico dell'arte italiano († 2019)
- 27 settembre - Robert Geoffrey Edwards, biologo britannico († 2013)
- 27 settembre - Marco Gerra, pittore italiano († 2000)
- 27 settembre - Sergio Lanfranchi, rugbista a 15 e allenatore di rugby a 15 italiano († 2000)
- 27 settembre - Francesco Leoni, fotografo italiano († 2000)
- 27 settembre - Agnes Loyd, cestista statunitense († 2019)
- 27 settembre - Budimir Alekseevič Metal'nikov, sceneggiatore e regista sovietico († 2001)
- 27 settembre - Ahmad Reza Pahlavi, principe iraniano († 1981)
- 27 settembre - Aleksandr Trofimovič Petrov, calciatore sovietico († 1972)
- 28 settembre - Pietro Barbarito, politico italiano († 2019)
- 28 settembre - Casimiro Bonfiglio, sindacalista, funzionario e politico italiano († 2013)
- 28 settembre - Seymour Cray, ingegnere elettronico statunitense († 1996)
- 28 settembre - Martin David Kruskal, fisico e matematico statunitense († 2006)
- 28 settembre - Frank Latimore, attore statunitense († 1998)
- 28 settembre - Enzo Nannini, ciclista su strada italiano († 2000)
- 29 settembre - Steve Forrest, attore statunitense († 2013)
- 29 settembre - Viviane Forrester, scrittrice, saggista e critica letteraria francese († 2013)
- 29 settembre - Jurij Timofeevič Ždanov, ballerino e coreografo sovietico († 1986)
- 30 settembre - Lew Allen, generale statunitense († 2010)
- 30 settembre - Jorma Vaihela, calciatore finlandese († 2006)
- 30 settembre - Vera Vasil'eva, attrice sovietica († 2023)